# Entaspidiotus namaquensis
Entaspidiotus namaquensis är en insektsart som beskrevs av Ben-dov 1974. Entaspidiotus namaquensis ingår i släktet Entaspidiotus och familjen pansarsköldlöss. Inga underarter finns listade i Catalogue of Life.